# Carlo Felici
Carlo Felici (Segni, 1º gennaio 1932) è un politico italiano.

## Biografia
Laureato in giurisprudenza, è avvocato. Esponente della Democrazia Cristiana, viene eletto per la prima volta deputato nel 1968 per la V legislatura, venendo poi confermato anche nel 1972 per la VI. Dal 1974 fa parte del governo Moro IV come sottosegretario all'agricoltura e alle foreste, ruolo che ricopre anche nel successivo governo Moro V, in carica fino al luglio 1976. Nello stesso anno viene rieletto deputato per la VII legislatura, riuscendo poi a confermare il seggio anche alle successive elezioni del 1979; conclude il mandato parlamentare con la fine della VIII legislatura nel 1983.
Nel 2001 si candida con Democrazia Europea nel collegio uninominale di Colleferro della Camera, ottenendo il 4,4%, senza risultare eletto.